# Birger Magnusson (Magnus Marinasons ätt)
Birger Magnusson (Magnus Marinasons ätt), död mellan 1349–1352 i Ryssland, var en svensk riddare.

## Biografi
Birger Magnusson (Magnus Marinasons ätt) nämns första gången 1325. Han var son till riddaren Magnus Marinason (Magnus Marinasons ätt) och Kristina Birgersdotter (Hjorthorn, Birger Håkanssons ätt). Birger Magnusson blev mellan 1340–1343 riddare. Han avled mellan 1349–1352 i Ryssland, troligen under Magnus Erikssons korståg.

### Egendom
Birger Magnusson hade Fållnäs i Sorunda socken som sätesgård. Han ägde jord i Hölebo härad, Selebo härad, Sotholms härad, Svartlösa härad och Öknebo härad i Södermanland, i Sjuhundra härad och Trögds härad i Uppland, och Lödöse i Västergötland.

### Familj
Birger Magnusson gifte sig senast 1325 med Ulfsdotter (Ama), dotter till riksrådet Ulf Holmgersson (Ama) och Elena Birgersdotter. De fick tillsammans dottern Katarina Birgersdotter (levde 1346).
Han gifte sig andra gången senast 1334 med Katarina Olofsdotter. De fick tillsammans en dotter, Mats Birgersson som var gift med Kristina och Magnus Birgersson som var gift med Elin Gregersdotter (Styrbjörnssönernas ätt)